# Caraguatay (Paraguay)
Caraguatay ist eine Stadt und ein Verwaltungsgebiet (Distrikt) im Departamento Cordillera in Paraguay, 95 km fern der Staats-Hauptstadt Asunción in den Ausläufern der Yvytyrapy-Berge den Ufern des Flusses Yhaguy gelegen.
Die Stadt ist eine der ältesten Paraguays. In ihrem Verwaltungsgebiet leben etwa 13.800 Einwohner.

## Name
Der Ortsname aus dem Guaraní bedeutet etwa „Fluss der wilden Ananas“.
Genauer bezeichnet das guaranische Wort »Caraguatá« angeblich die Pflanze Aechmea distichantha, welche zu den Ananas-Gewächsen (Bromeliaceae) gehört, und das einlautige Wort »y« bedeutet im Guaraní angeblich »Wasser«.
Vor der Gründung der Stadt wurde jener Ort samt Umland (Iriarte, Ybyraity, Yeguarizo) »Puesto Mbocajaty« oder »Mbocajaty« genannt.

## Lage
Caraguatay liegt in den Ausläufern der Yvytyrapy-Berge an den Ufern des Flusses Yhaguy auf etwa 71 m Höhe über dem Meer.

## Klima
Die wärmsten Monate sind Dezember bis März, die kühlsten Mai bis August. Der heißeste Monat ist der Januar mit einem durchschnittlichen Hitzeindex von 46,2 °C.
|                       | Jan  | Feb  | Mär  | Apr  | Mai  | Jun  | Jul  | Aug  | Sep  | Okt  | Nov  | Dez  |   |       |
| Mittl. Tagesmax. (°C) | 33,4 | 32,8 | 31,3 | 28,6 | 23,8 | 21,7 | 21,6 | 24,3 | 27,1 | 29,5 | 30,6 | 32,2 | ⌀ | 28,1  |
| Mittl. Tagesmin. (°C) | 22,2 | 21,4 | 19,3 | 17,1 | 14,3 | 13   | 12,3 | 13,8 | 15,4 | 18,1 | 19,3 | 21,2 | ⌀ | 17,3  |
|                       |      |      |      |      |      |      |      |      |      |      |      |      |   |       |
| Niederschlag (mm)     | 84   | 72   | 66   | 69   | 95   | 58   | 52   | 31   | 51   | 95   | 121  | 91   | Σ | 885   |
|                       |      |      |      |      |      |      |      |      |      |      |      |      |   |       |
| Sonnenstunden (h/d)   | 13,5 | 12,9 | 12,2 | 11,5 | 10,9 | 10,6 | 10,7 | 11,3 | 12   | 12,7 | 13,4 | 13,7 | ⌀ | 12,1  |
|                       |      |      |      |      |      |      |      |      |      |      |      |      |   |       |
| Regentage (d)         | 17,6 | 17,7 | 15,6 | 12,3 | 14,8 | 11,6 | 10,7 | 7,5  | 10,7 | 15,4 | 14,5 | 18,1 | Σ | 166,5 |
|                       |      |      |      |      |      |      |      |      |      |      |      |      |   |       |
| Luftfeuchtigkeit (%)  | 73   | 74   | 75   | 79   | 85   | 85   | 82   | 74   | 72   | 76   | 75   | 74   | ⌀ | 77    |

| 22,2 |

| 21,4 |

| 19,3 |

| 17,1 |

| 14,3 |

| 13 |

| 12,3 |

| 13,8 |

| 15,4 |

| 18,1 |

| 19,3 |

| 21,2 |

| 22,2 |

| 21,4 |

| 19,3 |

| 17,1 |

| 14,3 |

| 13 |

| 12,3 |

| 13,8 |

| 15,4 |

| 18,1 |

| 19,3 |

| 21,2 |

## Geschichte

### Gründung & Einwanderung
Der Ort wurde am 24. September 1770 von den Brüdern Fermín José María und Deogracio Franco an den Ufern des Flusses Yhaguy gegründet.
1872, kurz nach dem Ende des Tripel-Allianz-Kriegs (1865–1870), konstituierte sich die erste Stadtverwaltung.
Um diese Zeit siedelten sich auch libanesische und syrische Familien an, die vor der türkischen Vorherrschaft in ihrer Heimat flohen. Paradoxerweise werden die Straßenzüge, in denen sie noch heute leben, als „Türkenviertel“ (acera de los turcos) bezeichnet.
1927 wurde die Stadt zum Distrikt der zweiten Kategorie erhoben.

### Auswanderung
Um 1966 begann eine große Auswanderungswelle der Einwohner von Caraguatay in die Vereinigten Staaten. Sie reisten mit einem Touristenvisum ein, aber 98 % von ihnen blieben nach Aussagen des Bürgermeisters Blas Añazco als Einwanderer dort. In den letzten Jahren ist die Auswanderung aber zum Erliegen gekommen, da die USA den Einwohnern von Caraguatay keine Visa mehr ausstellen. Die jungen Leute zieht es jetzt nach Caacupé und in andere Städte Paraguays. Aus den Überweisungen der Auswanderer sind in der Stadt sehr viele ansehnliche Häuser gebaut worden und sie macht einen äußerst gepflegten Eindruck.

## Wirtschaft
Die Hauptwirtschaftszweige sind Landwirtschaft und Viehzucht. Es werden Tabak, Baumwolle, Reis, Mais, Erdnüsse, Bohnen, Zuckerrohr, Bananen und Zitrusfrüchte angebaut.
Es gibt Betriebe der Lebensmittelverarbeitung sowie der Holzverwertung und Holzkohleproduktion.

## Schiffsmuseum Vapor Cué
Das Freiluft-Schiffsmuseum befindet sich 4 km vom Stadtzentrum im Nationalpark Vapor Cué am Río Yhaguy. Auf diesem Fluss, der in früheren Zeiten schiffbar war, flohen die letzten sechs Schiffe der paraguayischen Marine, nachdem am Ende des Tripel-Allianz-Kriegs die Hauptstadt gefallen war. Sie blieben jedoch im Sand stecken. Um sie nicht den Gegnern in die Hände fallen zu lassen, wurden sie auf Anweisung des Marschalls Francisco Solano López am 18. August 1869 teilweise verbrannt und versenkt. 1978 begann man die Artilleriestücke und versunkenen Schiffe zu bergen und sie in einem Museum auszustellen.

## In Caraguatay geboren
- José del Rosario Miranda (1832–1903), Vizepräsident von Paraguay
- Juan Antonio Ezcurra (1859–1919), Präsident von Paraguay
- Emiliano González Navero (1861–1934), Präsident und Vizepräsident von Paraguay
- José Félix Estigarribia (1888–1940), Präsident von Paraguay
- Demetrio Ignacio Aquino Aquino (1926–2003), Bischof von Caacupé
- Domingo Martínez (* 1982), paraguayischer Fußballspieler